# Лоренцо де Медичи
Лоренцо Медичи (итал. Lorenzo de' Medici; Фиренца, 1. јануар 1449 — Фиренца, 8. април 1492) познат као и Лоренцо Величанствени је био потомак банкарске породице Медичи. Лоренцо је де факто управљао Фирентинском републиком од 1469. до 1492. Био је мецена многим великим архитектама, уметницима, филозофима и песницима ренесансе, међу којима су Леонардо да Винчи, Микеланђело Буонароти, Ботичели и други. Лоренцо је такође отворио библиотеку свог деде Козима која садржи велики број античких рукописа и филозофских списа. Одржавао је однос снага у оквиру Италичке лиге, савеза држава које су деценијама стабилизовале политичке услове на италијанском полуострву, а његов живот се поклопио са зрелом фазом италијанске ренесансе и златног доба Фиренце.

## Животопис
Лоренцо је био најстарији син од петоро деце Пјера Готана (Piero il Gottoso) и Лукреције Торнабуони. Његови су родитељи, попут његовог деде Косима, били велике мецене уметности и уметника: његова мајка Лукреција писала је сонете и била његов саветник након ране очеве смрти 2. новембра 1469. године.
Лоренцо је одгајен у сјајној атмосфери медичког двора, учитељ му је био дипломата Ђентиле Бечи. Још као младића, отац Пјеро га је слао на дипломатске мисије у Рим, на сусрете с папом и важним кардиналима, с непуних 17 година - 1466, ушао је у Веће стотине Републике Фиренце. Убрзо након тог се оженио 1469. за племкињу Кларис Орсини, с којом је имао деветоро деце. Након смрти оца Пјера (1. новембра 1469), преузео је бригу о вођењу породице Медичи и њихових породичних послова (банкарство), али и града Фиренце и републике, иако је и надаље формално остао само обичан грађанин.

### Лоренцо као владар Фиренце
Лоренцо се убрзо показао способним владаром, али је због вођења републике занемарио породични посао – банкарство, што га је индиректно водило у пропаст. Током његове владавине, неколико представништава њихове породичне банке банкротирало је због лоших кредитних пласмана, тако да је пред крај свог живота ушао у финанцијске потешкоће.
Лоренцо је попут свог деде Косима и оца посредно владао Републиком Фиренцом преко својих људи у већу тог града републике (Приори), уверавањем, подмићивањем, претњама и стратешким браковима. Његова владавина била је готово тиранска: људи су имали мало слобода, али је Фиренца процветала под његовом владавином. Такав облик владавине створио му је бројне непријатеље међу супарничким породицама - од којих су највећи и најмоћнији били породица Паци. На Ускрс 26. априла 1478, покушан је атентат (Пацијака завера) на њега и његова брата Ђулијана у Фирентинској катедрали. Иза те завере стајале су супарничке породице Паци и Салвијати и сам папа Сикст IV. Нападачи су успели ножевима и мачевима да убију Ђулијана, али је избодени Лоренцо успео да се спасе бегом. Након тог је Лоренцо похватао и побио све заверенике (свештеник који је водио мису, надбискуп Пизе Франческо Салвијати) и велик део породице Паци.
Време након неуспеле Пацијске завере, протекло је у отвореном гневу папе Сикста IV и Ватикана на Медичије и Фиренцу. Сиксто IV пленио је медичијску имовину до које је могао доћи, и екскомуницирао Лоренца и целу фирентинску владу на крају је забранио било какве односе с Републиком Фиренцом. Кад су се све те мере показале слабима, Сиксто IV је установио војни савез против Фиренце с напуљским краљем Фердинандом I, који је послао свог сина Алфонса у напад на Тоскану.
Лоренцо је успео да се одупре и том притиску, ослањајући се на подршку фирентинских грађана, и традиционалне савезнике Фиренце, Болоњу и Милано, тако да се рат одужио. На крају је Лоренцо успео да дипломатски стиша страсти, лично је отпутовао у Напуљ и решио кризу. Након тог се посветио законодавним променама у Републици Фиренци, настојећи и на тај начин да учврстити своју власт.
Лоренцо је у последњем раздобљу своје власти, као и његов деда Косимо, спроводио политику одржавања мира и равнотеже између разноразних снага на Апенинском полуострву (Француска, Свето римско царство, Хабсбургзи), истовремено је одржавао добре односе с османским султаном Мехмедом II, због поморске трговине, која је била главни извор медичејског богатства.

### Лоренцо као мецена уметности
За време Лоренцове владавине у Фиренци су радили бројни ренесансни уметници; Пјеро Полајуоло, Антонио Полајуоло, Андреа дел Верокио, Леонардо да Винчи, Сандро Ботичели, Доменико Гирландајо и Микеланђело Буонароти. Лоренцо није пуно наручивао, али је својим утицајем и везама омогућио уметницима да добију бројне наруџбе и тако посредно утицао на развој високе ренесансе. Микеланђело је живео, учио и радио на Лоренцовом двору као члан његове породице пуних пет година, тако да је Лоренцо лично пуно допринео његовом развоју као уметника.
Лоренцо се и сам окушао у уметности као песник - своје сонете писао је на народном језику из тадашње Тоскане. У својим младеначким сонетима слави живот, док су му они из зрелог доба, прожети меланколијом и осећајима који описују крхкост и нестабилност људске природе.
Лоренцо je značajno povećao садржај Библиотеке Лауренцијане коју је основао још његов деда Косимо. Његови агенти добављали су му ретке класичне античке рукописе с Леванта, које су касније преписивале фирентинске радионице и шириле их по целој Европи. Лоренцо је на свом двору окупио велики круг пријатеља који су студирали грчку филозофију, и покушали да споје Платонове идеје с хришћанством, међу њима су били филозофи; Фичино, Полициано i Ђовани Пико дела Мирандола.

### Последње године живота и смрт
Пред сам крај Лоренцовог живота Фиренца је постала велика Савонаролина проповедаоница, он је својим ватреним демагошким проповедима узбуркао цело Апенинско полуострво. Лично је веровао да је хришћанство сувише удаљено од грчко-римске културе, тако да није веровао у Лоренцов пројект споја хришћанства и платонизма. Али Савонарола је требао Лорензу у борби против Ватикана, тако да се он лично ангажирао да га доведе у Фиренцу.
Лоренцо де Медичи је умро у ноћи између 8. - 9. априла 1492, у тадашњем предграђу Фиренце у медичејској вили Каређи. Он и његов брат Ђулијано сахрањени су у капели Медичи (Cappelle medicee) у Базилици Сан Лоренцо коју је пројектовао и извео Микеланђело.

## Породично стабло
|  |                               |  |  |  |  |  |  |  |  |  |  |  |  |  |  |  |
|  | 2. Piero di Cosimo de' Medici |  |  |  |  |  |  |  |  |  |  |  |  |  |  |  |
|  |                               |  |  |  |  |  |  |  |  |  |  |  |  |  |  |  |
|  |                               |  |  |  |  |  |  |  |  |  |  |  |  |  |  |  |
|  | 1. Лоренцо де Медичи          |  |  |  |  |  |  |  |  |  |  |  |  |  |  |  |
|  |                               |  |  |  |  |  |  |  |  |  |  |  |  |  |  |  |
|  |                               |  |  |  |  |  |  |  |  |  |  |  |  |  |  |  |
|  | 3. Lucrezia Tornabuoni        |  |  |  |  |  |  |  |  |  |  |  |  |  |  |  |
|  |                               |  |  |  |  |  |  |  |  |  |  |  |  |  |  |  |
|  |                               |  |  |  |  |  |  |  |  |  |  |  |  |  |  |  |